# 1821 en architecture
| Années de l'architecture : 1818 - 1819 - 1820 - 1821 - 1822 - 1823 - 1824    |
| Décennies de l'architecture : 1790 - 1800 - 1810 - 1820 - 1830 - 1840 - 1850 |

Cet article présente les faits marquants de l'année 1821 en architecture.

## Réalisations
- Fin de la construction de la Konzerthaus de Berlin (commencée en 1819), dessinée par Karl Friedrich Schinkel.
- Construction du Haymarket Theatre à Londres, dessiné par John Nash.
- Début de la construction de l'Hôtel Donegana à Montréal (incendié en août 1849).

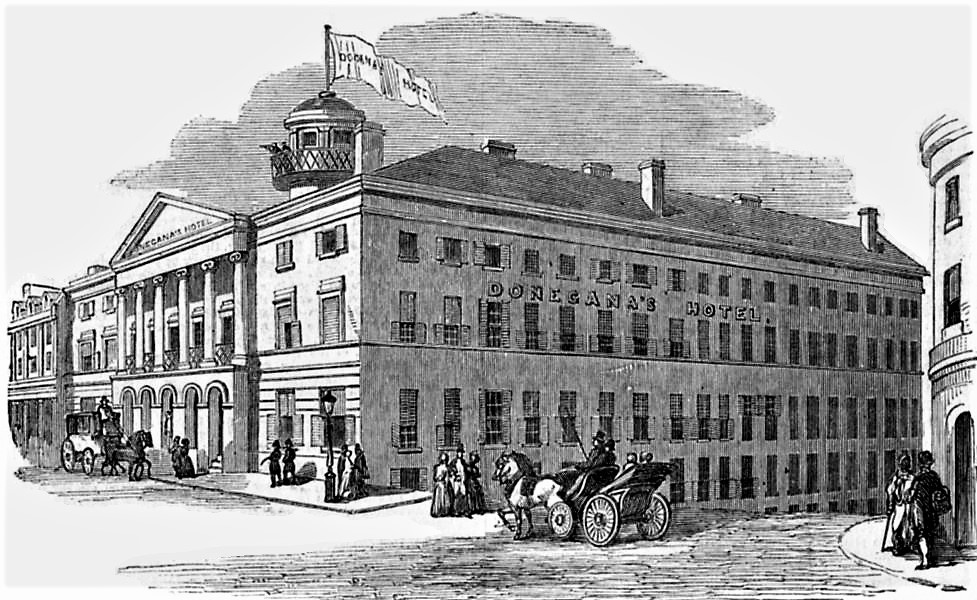
Gravure de septembre 1849 représentant l'Hôtel Donegana avant sa destruction.

## Événements
- 18 juin : inauguration du Théâtre royal de Berlin (1819-1821) réalisé par Karl Friedrich Schinkel dans le style néoclassique.

## Récompenses
- Prix de Rome : Guillaume Abel Blouet.

## Décès
- Marcin Knackfus (° 1740), architecte néoclassique lituano-polonais.